# Кодзима, Хидэо
Хидэо Кодзима (яп. 小島 秀夫 Кодзима Хидэо,  род. 24 августа 1963, Токио) — японский геймдизайнер, геймдиректор, режиссёр, сценарист, продюсер и актёр.
Кодзима известен своеобразным авторским подходом к созданию игр; ещё до прихода в игровую индустрию он увлекался литературой и кинематографом и позже рассматривал разработку игр как новую возможность для художественного творчества. Кодзима на протяжении многих лет работал в компании Konami Digital Entertainment, в том числе как руководитель внутренней студии Kojima Productions, и некоторое время был вице-президентом Konami. После разрыва с Konami в 2015 году Кодзима воссоздал и возглавил Kojima Productions уже как независимую студию.
Кодзима наиболее известен как создатель серии игр Metal Gear — разработанные под его руководством игры этой серии выходили на протяжении более чем четверти века, оказав немалое влияние на жанр стелс-игр и индустрию компьютерных игр в целом. Помимо Metal Gear, Кодзима также разработал приключенческие игры Snatcher и Policenauts и также выступал продюсером других игр и серий, в том числе Zone of the Enders, Boktai и Castlevania: Lords of Shadow. Death Stranding стала первой игрой Кодзимы, разработанной вне Konami.

## Биография

### Ранние годы
Хидэо Кодзима родился в Токио младшим из трёх детей. Семья Кодзимы переехала из Токио в приморский городок Сирасаки, а когда Хидэо было около четырёх лет, осела в регионе Кансай, в Осаке. Кодзима вспоминал, что в этот период скучал по дикой природе и морю. В школьные годы никто не присматривал за Кодзимой до возвращения родителей с работы и не забирал его из школы — родители утром вешали ему на шею ключи от дома, чтобы он после уроков мог вернуться домой самостоятельно. По воспоминаниям Кодзимы, он ненавидел эти часы в одиночестве дома, и даже став взрослым, старался избегать таких ситуаций. Он говорил: «Когда я во время путешествий остаюсь в гостинице, едва зайдя в номер, я включаю телевизор, чтобы совладать с чувством одиночества».
Отец Хидэо пережил Вторую мировую войну и бомбардировку Токио — он не служил в армии или на флоте, не поддерживал участие Японии в войне, но и сожалел о том, что не смог внести свой вклад в защиту родины. Его рассказы о военных годах произвели огромное впечатление на сына. Хотя отец Хидэо в юности ненавидел американцев как врагов в войне, со временем он страстно полюбил западный кинематограф и передал эту любовь сыну. Каждый вечер Хидэо с семьёй смотрели фильмы, и ему не разрешали идти спать, пока фильм не закончится; когда он стал чуть старше, родители стали давать ему деньги на самостоятельные походы в кино, но только при условии, что, вернувшись домой, он вдумчиво обсудит с ними смысл и режиссуру картины. По словам Кодзимы, самые ранние его воспоминания так или иначе связаны со смертью: он едва не утонул в реке, на него напала бешеная собака, его чуть не сбил поезд, когда он переходил железнодорожные пути. Его отец умер, когда ему было 13 лет.
В детстве Кодзима мечтал стать астронавтом, потом — детективом, полицейским, художником или иллюстратором. От этой мысли его оттолкнул семейный пример — один из его родственников был иллюстратором и часто испытывал финансовые затруднения. Ранняя смерть отца и шаткая финансовая ситуация в семье также повлияли на выбор Кодзимы. В итоге он начал писать короткие рассказы и пытался отправлять их в японские журналы, но всё время получал отказ в публикации. Он сочинял длинные романы — больше 400 страниц, в то время как большинство журналов публиковало повести длиной не больше сотни страниц. После этого он решил заняться съёмкой фильмов вместе со своим другом, у которого имелась 8-миллиметровая камера; он убедил нескольких других друзей снять фильм о зомби, чтобы показать его на ежегодном школьном фестивале. В другой раз Кодзиме и его друзьям удалось убедить родителей дать им денег на четырёхдневную поездку на остров у побережья Японии — Кодзима задумывал снять фильм-робинзонаду о группе школьников, пытающихся выжить на необитаемом острове. Однако вместо съёмок друзья три дня гуляли по острову и купались, а на четвёртый поспешно сняли ленту о зомби по придуманному на ходу сценарию, чтобы не выглядеть обманщиками; впрочем, Кодзима так и не показал отснятый материал родителям. Они также организовали музыкальную поп-группу, но это было «просто хобби». Друзья Кодзимы не разделяли полностью его страсть к кинематографу и творчеству вообще, больше занимаясь учёбой. При жизни отца планировалось, что после школы Кодзима поедет поступать в университет в Токио, но он остался с матерью в Осаке. В университете Кодзима изучал экономику и в свободное время занимался писательской деятельностью; в это же время он заинтересовался видеоиграми.

### Карьера
До времён учёбы в университете Кодзима не интересовался видеоиграми, но его поразила новая для того времени возможность сохранения игр на игровой приставке Famicom: так как игрок мог прервать игровую сессию и вернуться к ней позже, это открывало возможность для гораздо более сложного повествования в играх, чем прежде. На решение Кодзимы оставить учёбу и податься в игровую индустрию повлияли такие игры, как Super Mario Bros. и особенно Portopia Renzoku Satsujin Jiken — детективный квест 1983 года, созданный Юдзи Хории. На четвёртом курсе университета Кодзима заявил однокурсникам и преподавателям, что решил прекратить учёбу и начать заниматься разработкой видеоигр; ему отвечали «остановись, подумай, что ты делаешь!» и называли сумасшедшим. Единственным, кто его поддержал, была мать — она говорила сыну, что тот может заниматься тем, чем пожелает.
В 1986 году Кодзима был принят в компанию Konami на должность дизайнера в подразделении, занимавшемся проектами для домашнего компьютера MSX. Он выбрал эту компанию, так как её акции торговались на фондовой бирже, чем в то время не могла похвастаться ни одна другая японская компания в игровой индустрии: с точки зрения Кодзимы, это был знак статуса.
Первая игра, над которой работал Кодзима в роли ассистента руководителя разработки — Penguin Adventure. Первый разработанный им проект — Lost Warld (комбинация слов «war» (с англ. — «война») и «world» (с англ. — «мир»)), был отменён Konami.
Первый выпущенный проект — Metal Gear для MSX 2. Так как этот компьютер был популярен в основном в Европе и Японии, то в США игра была издана значительно позже для Nintendo Entertainment System. Metal Gear первым реализовал полноценный stealth-action, в котором большую часть времени предполагалось прятаться от противников, а сами вооружённые столкновения были крайне невыгодны игроку.
В 1988 году Кодзима принял участие в разработке Snatcher, приключенческой видеоигры с элементами киберпанка, где игрок ассоциировался с жителем мегаполиса Нео-Кобе Гиллианом Сидом. По ходу игры он должен был узнать правду о своём прошлом. Несмотря на критику, проект был успешен.
В 1990 году выходит Metal Gear 2: Solid Snake для MSX только в Японии. Кодзима не стал менять формулу игрового процесса, уделив значительно больше внимания сюжету игры.
В 1992 году выходит ремейк Snatcher для PC Engine, названный Snatcher CD-ROMantic, а в 1994 — Policenauts, приключенческая игра в стиле нуар. В 1996 года оба проекта были портированы на PlayStation.
Релиз Metal Gear Solid на PS превратил Кодзиму в звезду игровой индустрии. Этот проект использовал 3D-графику и пришёлся по душе большинству игроков.
В начале 2000-х годов Кодзима показал первые кадры Metal Gear Solid 2: Sons of Liberty, прямого продолжения Metal Gear Solid. Благодаря возможностям PlayStation 2 кинематографические вставки игры были весьма реалистичны, так же как графика и анимация. Проект вызвал и негативные отклики, связанные в основном с заменой главного героя предыдущих игр Солида Снейка на новичка Райдена, которому достался огромный второй эпизод игры.
До выхода MGS2 Кодзима спродюсировал Zone of the Enders, шутер от третьего лица с аниме-вставками, и проект для GBA под названием Boktai: The Sun is in Your Hand. Главная идея игрового процесса заключалась в наличии сенсора, реагирующего на солнечный свет. В 2004 году был выпущен ремейк Metal Gear Solid под названием Metal Gear Solid: The Twin Snakes для Nintendo GameCube. Ролики для игры срежиссировал известный азиатский режиссёр Рюхэй Китамура.
Затем Кодзима занялся разработкой Metal Gear Solid 3, шпионского экшена в стиле 1960-х годов. Главным героем здесь был Нейкид Снейк (Биг Босс, Big Boss) — генетический отец Солида Снейка. Позднее Konami издала расширенную версию игры под названием Metal Gear Solid 3: Subsistence.

### Kojima Productions
1 апреля 2005 года команда Кодзимы получила собственную студию Kojima Productions, которая за десять лет существования в качестве подразделения Konami выпустила ряд игр серии Metal Gear для различных платформ: Metal Gear Solid 3: Subsistence, Metal Gear Acid 2, Metal Gear Solid: Digital Graphic Novel, Metal Gear Solid: Portable Ops, Lunar Knights, Metal Gear Solid: Peace Walker, Metal Gear Rising: Revengeance, Metal Gear Solid: Snake Eater 3D для платформы Nintendo 3DS и заключительная часть саги о Солиде Снейке — Metal Gear Solid 4: Guns of the Patriots для PlayStation 3. В 2012 году Кодзима сказал, что не собирается уходить на пенсию и будет делать игры до самой смерти. Но у него не было уверенности в продолжении работы над Metal Gear через 25 лет, а также «будет ли Konami существовать». По его словам, возможно, «к тому времени технологии будут настолько продвинуты, что я смогу сделать игру в одиночку, используя кучу роботов».
В 2015 году вышла Metal Gear Solid V: The Phantom Pain, которая вобрала в себя многое из прошлых серии MGS. Игра получила достаточно высокую оценку от критиков.
Единственной игрой, которую студия должна была выпустить не в рамках Metal Gear, могла стать Silent Hills с участием Нормана Ридуса и Гильермо дель Торо.
В определённый момент между Konami и геймдизайнером возник конфликт. The New Yorker опубликовал статью, в которой подчёркивалось, что проблемой стало стремление руководства полностью перейти на рынок мобильных игр, с чем многие сотрудники не согласились, а Хидэо Кодзима не хотел «втиснуть своё творческое видение в тесные рамки экрана телефона или планшета». Композитор Рика Муранака иначе рассказывала об одной из возможных причин — Кодзима получал зарплату в компании, несмотря на продажи игр или какие-либо иные факторы. Части Metal Gear создавались долго, релизы откладывались, а Кодзима тратил больше ресурсов, чем планировалось изначально. 15 декабря 2015 года он покинул Konami, а Kojima Productions была расформирована. 16 декабря 2015 года Кодзима совместно с представителями компании Sony Computer Entertainment объявил о воссоздании Kojima Productions как независимой студии и намерении разрабатывать совершенно новую игру для игровой приставки PlayStation 4. Игра под названием Death Stranding была анонсирована на выставке E3 2016.

В 2019 году в интервью сайту DTF Кодзима сказал, что мечтает полететь в космос:
Ну и отдельная просьба — Байконур. NASA не хочет запускать меня в космос, так, может, с Байконура меня всё же отправят. Это моя мечта — полететь в космос. Очень надеюсь на вашу поддержку.
 В 2025 году он раскрыл, что хочет не просто совершить суборбитальный полёт как миллиардер, а отправиться на Международную космическую станцию и остаться там на несколько месяцев, выйти в открытый космос, «как следует потренироваться, научиться стыковке… Я не учёный, но, вероятно, смогу делать игры в космосе. Я хочу быть первым. Есть много астронавтов старше 60 лет, так что, думаю, это возможно». Своё стремление Кодзима объяснил «болезнью Тома Круза», который познаёт ценность собственной жизни когда рискует ей.
В 2021 году распространились слухи о том, что Кодзима разрабатывает игру Abandoned. В своём подкасте Brain Structure он ответил, что не участвует в разработке, и посоветовал сотрудникам Blue Box Game Studios поскорее выпустить игру, чтобы развеять слухи.
В 2022 году произошло убийство бывшего премьер-министра Синдзо Абэ, задержанный преступник оказался внешне похож на Кодзиму. Некоторые политики, греческий телеканал поддались на провокационное сравнение и обвинили непосредственно Кодзиму. Kojima Productions ответила, что решительно осуждает распространение фейковых новостей и слухов, способствующих клевете.
Продавать студию кому-либо он не намерен, невзирая на цены, поскольку хочет быть независимым. Kojima Productions финансируется собственными средствами, по этой причине невозможно заниматься массовым производством и выйти на биржу. Геймдизайнер не станет возвращаться к сериям Metal Gear и Silent Hill, по его словам, люди должны понимать, что «такого не будет». Вместо этого, Кодзима хотел бы заняться созданием фильмов и музыки. Он получал много предложений из Голливуда о съёмках, но всегда отклонял, потому что не может уехать из Японии на 1—2 года, иначе его компания придёт в упадок. С другой стороны, Гильермо дель Торо сказал, что работы Кодзимы — «это уже фильм». Джордж Миллер заявил, что Кодзима мог бы создать компьютерную игру по франшизе «Безумный Макс», но не собирается предлагать подобный проект, поскольку у геймдизайнера «хватает и своих фантастических идей».
На The Game Awards 2022 состоялся анонс Death Stranding 2, во время которого Кодзима рассказал, что после пандемии переписал весь сюжет и не хотел больше предсказывать будущее.
В интервью IGN Кодзима заявил, что его новый проект в сотрудничестве с Microsoft потребовал инфраструктуры, которая не являлась необходимой для его прошлых работ. Игра под названием OD была впервые показана на The Game Awards 2023. В её разработке также принял участие Джордан Пил. В актёрский состав игры вошли София Лиллис, Хантер Шефер и Удо Кир. К созданию Physint автора подтолкнули страх смерти (в 2020 году Кодзима заболел COVID-19, перенёс операцию на глазах и написал завещание), а также многочисленные просьбы фанатов выпустить аналог Metal Gear. Нориаки Окамура, продюсер Metal Gear Solid Delta: Snake Eater, объяснил, что Кодзима очень щепетилен в геймдизайне, а также при создании продукта и его продаже. «Очевидно, что мы очень уважаем его творческое видение», — подытожил Окамура, тем не менее новая команда разработчиков стремилась делать игру по-своему.
В 2024 году Кодзима подписал контракт с агентством талантов WME, чтобы участвовать в кино и на телевидении. Также готовится экранизация Death Stranding, но режиссёром будет другой человек, а OD «не похожа ни на одну другую» игру и является рискованным проектом, новым вызовом для автора. Помимо Джордана Пила, у Кодзимы близкие отношения с такими режиссёрами, как Гильермо дель Торо, Николас Виндинг Рефн и Джордж Миллер. Кодзима заявил: «Я создал Kojima Productions с целью „цифровых развлечений“, но не думаю, что это обязательно должна быть компьютерная игра. Мы могли бы создать новый проект из игры, или аниме, или фильма, или чего-то совершенно другого». Он пошутил, что не может умереть, пока не осуществит эту идею. Причина, по которой геймдизайнер не уходит на пенсию, с его слов стало то, что много фанатов по всему миру говорят, как игры вроде Metal Gear изменили их жизнь: «Я не политик и не тот, кто может что-то изменить, но хочу поддерживать людей своей работой». В апреле 2025 года в собственном подкасте Koji10 он рассказал, что OD будет следующей игрой после выпуска Death Stranding 2: On the Beach, далее наступит вторая фаза, где Kojima Productions займётся разработкой Physint. Также студия работает над аниме-адаптацией Death Stranding. На май 2025 года у Кодзимы есть концепция Death Stranding 3, но руководитель не планирует сам заниматься реализацией. Он вручил личному помощнику USB-накопитель со всеми своими идеями в качестве завещания, чтобы Kojima Productions продолжила работу после его смерти, хотя будущее вызывает беспокойство. У него есть двое сыновей, но «эстафету» геймдизайнер никому передавать не собирается, чтобы не пришлось называть кого-либо следующим Хидэо Кодзимой. Если сотрудники станут подражать ему, то компания не будет успешной и обанкротится. Самые главные его страхи — старение, деменция и смерть. В июле 2025 года Кодзима заявил о разочаровании в игровой индустрии, в частности, в крупных и дорогих блокбастерах, где визуальная составляющая и механика практически не изменились и связаны с битвой с инопланетным или средневековым монстром. Поэтому он не хочет проходить Metal Gear Solid Delta: Snake Eater и считает, что самые интересные работы создаются в инди-сфере. При консультации неназванного стелс-проекта в одной известной студии его также постигло недоумение: «Люди, которые делают военные игры, вероятно, не знают, как разобрать оружие или стрелять из него».
Кодзима готов работать с искусственным интеллектом, но подчеркнул, что люди должны руководить им.

## Награды и признание
Newsweek поместил Кодзиму в топ-10 лучших людей 2002 года. В 2008 году журнал Next-Gen поместил его на седьмое место в списке «Hot 100 Developers 2008». В 2009 году IGN поставил его на шестое место в списке лучших создателей игр всех времён. На MTV Game Awards 2008 Кодзима был удостоен первой награды Lifetime Achievement Award («за жизненные достижения») гейм-дизайнеру, а также был удостоен награды Lifetime Achievement Award на конференции разработчиков игр Game Developers Conference 2009 года. В 2014 году академия National Academy of Video Game Trade Reviewers (NAVGTR) присудила награду Кодзиме за Metal Gear Solid V: Ground Zeroes в категории Game, Franchise Adventure. В декабре 2015 года Кодзима был приглашён принять награду от ежегодной церемонии награждения The Game Awards за Metal Gear Solid V: The Phantom Pain. Однако Konami помешали ему присутствовать на церемонии награждения.
В феврале 2016 года Кодзима получил награду Зала славы AIAS на 19-м ежегодном конкурсе D.I.C.E. Awards. В декабре 2016 года Кодзима смог принять участие в The Game Awards 2016 и получил награду Industry Icon Award («икона индустрии»). 12 октября 2017 года Кодзима получил награду за жизненные достижения на бразильском игровом шоу Brasil Game Show.
Выработанный Кодзимой комплексный подход к созданию видеоигр, заключающийся в сочетании приёмов из двух индустрий — игровой и кинематографической, заслужил уважение. Такие проекты всегда были авторскими «киноиграми». Мамору Осии положительно оценил Death Stranding, по его мнению, игра содержит атмосферу и эмоциональную нагрузку, которые нельзя передать в фильмах. Но это сложно и отнимает много сил и времени: «Если он продолжит так работать — сократит себе жизнь, без шуток». Даниэль Вавра из современных геймдизайнеров выделил Кодзиму так как «каждый раз, когда он выпускает игру, он меня удивляет (в лучшем смысле этого слова). Первая Metal Gear Solid была олицетворением всего, о чём я когда-либо мечтал».
Дважды попадал в Книгу рекордов Гиннесса, первый раз в 2008 году «за создание Metal Gear, первой игры с полноценным использованием стелса в геймплее, и Metal Gear Solid 2: Sons of Liberty, самой продаваемой игры в жанре стелс для PlayStation 2», второй в 2019 году «как геймдиректор с наибольшим числом подписчиков в Twitter и Instagram».
В 2019 году получил от Кёльнского кинофестиваля Film Festival Cologne награду «Cologne Creative Award» за внесённый вклад в формирование творчества и аудиовизуального нарратива.
В 2022 году Хидэо Кодзима был награждён на 72-й премии Агентства по делам культуры Японии. Он стал вторым человеком, связанным с игровой индустрией, который удостоился данной награды. Члены Агентства по делам культуры Японии отметили работу Хидэо Кодзимы над Death Stranding, а также его многолетний подход к созданию игр.
В 2022 году получил премию Anan Award в категории «Культура» за Death Stranding.

### В России и Рунете
Русскоязычная публика удостоила Кодзиму особым отношением, не без доли сарказма закрепив за ним прозвище «гений». Фразы «Кодзима — гений» и «A X BY HIDEO KOJIMA» стали настоящими мемами после выхода Metal Gear Solid V: The Phantom Pain. Поводом для шуток послужило постоянное упоминание и активное выделение имени автора во всех титрах игры, в том числе в начале и конце каждой из 50 сюжетных миссий. После этого Хидэо посетовал на обилие русскоязычных комментариев в своём «Инстаграме», которые он не понимает. В большинстве из них авторы в шуточном стиле отмечают то или иное проявление гениальности сделавшего очередное фото геймдизайнера. Не обошлось без саркастического отождествления с Виктором Цоем и принадлежности к бурятам. Телеканал НТВ назвал его «Стивом Джобсом мира компьютерных игр».
В октябре 2019 года посетил Россию в рамках промокампании, посвящённой выпуску игры Death Stranding. В ходе визита Кодзима посетил выставку «Игромир-2019». Также он дал ряд интервью местным репортёрам и стал гостем передачи «Вечерний Ургант», в которой так ответил на ассоциирующийся с ним мем: «Ну, во-первых, не думаю, что я гений, но раз меня все им называют, наверное, когда-то я им стану. Очень стараюсь быть им». По поводу ожиданий общественности от разработчика и намечающейся игры Кодзима ответил: «Я действительно ощущаю определённое давление, но если нет этого, как сделать что-то хорошее? Мне кажется, что все создатели, артисты чувствуют это напряжение и благодаря этому преодолевают себя». На вопрос о том, кого он сам считает гением, Кодзима ответил: «Вокруг меня много талантливых людей, и мне очень сложно выбрать кого-то одного, они все по-своему гениальны. Особенно те, у кого я учился, вдохновлялся. Тарковский, например. Многие деятели искусства со всего мира повлияли на меня. Это для меня гении».

## Работы

### Игры
| Год       | Название                                 | Продюсер | Геймдиректор | Сценарист | Геймдизайнер |
| --------- | ---------------------------------------- | -------- | ------------ | --------- | ------------ |
| 1986      | Penguin Adventure                        | No       | No           | No        | Yes          |
| 1987      | Metal Gear                               | No       | Yes          | Yes       | Yes          |
| 1988      | Snatcher                                 | No       | Yes          | Yes       | Yes          |
| 1990      | Metal Gear 2: Solid Snake                | No       | Yes          | Yes       | Yes          |
| 1990      | SD Snatcher                              | No       | No           | Yes       | No           |
| 1994      | Policenauts                              | No       | Yes          | Yes       | Yes          |
| 1997      | Tokimeki Memorial Drama Series Vol. 1    | Yes      | No           | No        | No           |
| 1998      | Tokimeki Memorial Drama Series Vol. 2    | Yes      | No           | No        | No           |
| 1998      | Metal Gear Solid                         | Yes      | Yes          | Yes       | Yes          |
| 1998–2002 | Beatmania консольные порты               | Yes      | No           | No        | No           |
| 2000–2002 | Beatmania IIDX консольные порты          | Yes      | No           | No        | No           |
| 2000      | Metal Gear: Ghost Babel                  | Yes      | No           | No        | No           |
| 2001      | Zone of the Enders                       | Yes      | No           | No        | No           |
| 2001      | Metal Gear Solid 2: Sons of Liberty      | Yes      | Yes          | Yes       | Yes          |
| 2003      | Boktai: The Sun is in Your Hand          | Yes      | No           | No        | Yes          |
| 2003      | Zone of the Enders: The 2nd Runner       | Yes      | No           | No        | No           |
| 2004      | Metal Gear Solid: The Twin Snakes        | Yes      | No           | Yes       | Yes          |
| 2004      | Boktai 2: Solar Boy Django               | Yes      | No           | No        | No           |
| 2004      | Metal Gear Solid 3: Snake Eater          | Yes      | Yes          | Yes       | Yes          |
| 2004      | Metal Gear Acid                          | Yes      | No           | No        | No           |
| 2005      | Shin Bokura no Taiyō: Gyakushū no Sabata | Yes      | No           | No        | No           |
| 2005      | Metal Gear Acid 2                        | Yes      | No           | No        | No           |
| 2006      | Lunar Knights                            | Yes      | No           | No        | No           |
| 2006      | Metal Gear Solid: Portable Ops           | Yes      | No           | No        | No           |
| 2008      | Super Smash Bros. Brawl                  | No       | No           | No        | Yes          |
| 2008      | Metal Gear Solid Mobile                  | Yes      | No           | No        | No           |
| 2008      | Metal Gear Solid 4: Guns of the Patriots | Yes      | Yes          | Yes       | Yes          |
| 2008      | Metal Gear Online                        | Yes      | Yes          | Yes       | Yes          |
| 2009      | Metal Gear Solid Touch                   | Yes      | No           | No        | No           |
| 2010      | Metal Gear Arcade                        | Yes      | No           | No        | No           |
| 2010      | Metal Gear Solid: Peace Walker           | Yes      | Yes          | Yes       | Yes          |
| 2010      | Castlevania: Lords of Shadow             | Yes      | No           | No        | No           |
| 2013      | Metal Gear Rising: Revengeance           | Yes      | No           | No        | No           |
| 2014      | Metal Gear Solid V: Ground Zeroes        | Yes      | Yes          | Yes       | Yes          |
| 2014      | P.T.                                     | Yes      | Yes          | Yes       | Yes          |
| 2015      | Metal Gear Solid V: The Phantom Pain     | Yes      | Yes          | Yes       | Yes          |
| 2019      | Death Stranding                          | Yes      | Yes          | Yes       | Yes          |
| 2025      | Death Stranding 2: On the Beach          | Yes      | Yes          | Yes       | Yes          |
| TBA       | OD                                       | Yes      | Yes          | Yes       | Yes          |
| TBA       | Physint                                  | Yes      | Yes          | Yes       | Yes          |

#### Актёрские роли
| Год  | Название                                 | Роль                               | Прим.  |
| ---- | ---------------------------------------- | ---------------------------------- | ------ |
| 1994 | Policenauts                              | офицер AP № 2 (в титрах не указан) |        |
| 1998 | Metal Gear Solid                         | сам себя (голос; японская версия)  |        |
| 1999 | Metal Gear Solid: VR Missions            | Генола                             |        |
| 2004 | Metal Gear Solid: The Twin Snakes        | сам себя (портрет)                 |        |
| 2008 | Metal Gear Solid 4: Guns of the Patriots | голос Бога                         | [ 72 ] |
| 2008 | Metal Gear Online                        | солдаты                            |        |
| 2010 | Castlevania: Lords of Shadow             | Чупакабра (японская версия)        |        |
| 2014 | Metal Gear Solid V: Ground Zeroes        | сам себя                           | [ 72 ] |
| 2015 | Metal Gear Solid V: The Phantom Pain     | сам себя                           | [ 72 ] |
| 2019 | Death Stranding                          | «Тварь» (в титрах не указан)       | [ 73 ] |
| 2019 | Control                                  | доктор Ёсими Токуи                 | [ 74 ] |
| 2020 | Cyberpunk 2077                           | Осима                              | [ 75 ] |

### Кино и телевидение
| Год | Название        | Роль     | Прим.  |
| --- | --------------- | -------- | ------ |
| TBA | Death Stranding | продюсер | [ 76 ] |

#### Актёрские роли
| Год  | Название                            | Роль     | Прим.  |
| ---- | ----------------------------------- | -------- | ------ |
| 2000 | Versus                              | массовка |        |
| 2003 | Azumi                               | массовка |        |
| 2017 | Ultraman Orb The Movie              | массовка | [ 77 ] |
| 2019 | Слишком стар, чтобы умереть молодым | наёмник  |        |
| 2023 | Ковбой из Копенгагена               | Хидео    | [ 78 ] |
| 2023 | Хидэо Кодзима: Соединяя миры        | сам себя | [ 79 ] |